# Журавський Георгій Іванович
Журавський Георгій Іванович (нар. 24 грудня 1948, Миколаїв) — український художник, лауреат Державної премії України в галузі архітектури (2010, за відтворення Одеського кафедрального Спасо-Преображенського собору).

## Біографія
Закінчив Орловський педагогічний інститут (1970, нині РФ, вчитель малювання і креслення), Харківський художньо-промисловий інститут (1974, художник декоративно-прикладного мистецтва).
Працював у Київському художньому фонді, графіком у видавництві «Дніпро» (м. Київ).

## Творчість
Займався живописом, графікою, скульптурою, мозаїкою, монументальним розписом, проектуванням різьби по дереву, ілюструванням книг, оформленням інтер'єрів, виготовленням візажів, гравюр, плакатів тощо.
Автор діорам:
- «Букринський плацдарм», „«Арсенал» у 1918 році“, «Медична допомога обороні Києва» для музеїв Києва,
- «Трипільська культура» для краєзнавчого музею міста Черкаси.

Учасник всеукраїнських виставок.
1987—1989 розписав церкву святих Петра й Павла у смт Козова. У 1991—1998 — комплексно художньо оформив Катедральний собор Непорочного Зачаття Пресвятої Богородиці у Тернополі (центральний плафон загальною площею 800 м²; панікадило, висотою 12 м; дерев'яний різьблений іконостас 24 м² та ін.). У 1998—2000 створив для цього ж храму монументальну композицію «Голгофа» (30 м²; живопис, різьба і позолота).
Художнє оздоблення Катедрального собору — оригінальна авторська творча розробка без використання реставраційних робіт.
Від 1987 брав участь в оздобленні понад 10 храмів в Україні, РФ і Македонії. Зокрема, займався внутрішнім оздобленням Кафедрального Спасо-Преображенського Собору Одеси.
Нині працює в галузі іконопису і церковного розпису. Представник українського бароко. Твори Журавського базовані на принципах церковного мистецтва Риму, Єрусалима, Афін, Стамбула і Києва.

## Премії
- Республіканська премія Ленінського комсомолу ім. М. Островського (1979).
- Державна премія України в галузі архітектури (2010).